# 로리 바트램
로리 바트럼(Laurie Bartram, 영어 발음: /ˈbɑrtrəm/, 1958년 5월 16일 ~ 2007년 5월 25일)은 미국의 배우, 발레 무용수이다.
세인트루이스에서 태어났으며 린치버그에서 췌장암으로 사망하였다.

## 출연 작품

### 영화
- 13일의 금요일 (1980) - 브렌다 존스 역

### 텔레비전
- 119 구조대 (1973)